# Susan Cadogan

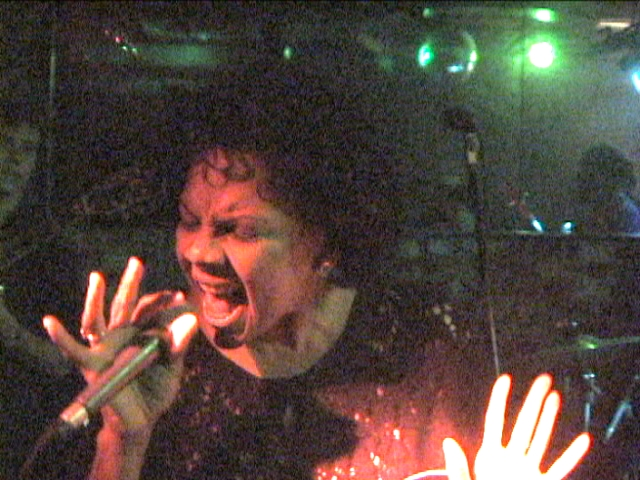
Susan Cadogan

Susan Cadogan (* 2. November 1951 in Kingston als Allison Anne Cadogan) ist eine jamaikanische Reggae-Sängerin.

## Leben und Wirken
Die ausgebildete Bibliothekarin wurde 1974 vom jamaikanischen Produzenten Jerry Lewis entdeckt, als Lee Perry eine Sängerin für eine Coverversion von It Hurts So Good von Millie Jackson suchte. Sie platzierte einige Hits mit weiteren Coverversionen, zum Beispiel In the Ghetto und Fever, in den TOP 20 der britischen Reggae-Charts. Sie trat auch in der jüngeren Vergangenheit noch auf, etwa am 19. März 2010 im McCormacks Ballroom in Leipzig.

## Diskografie (Auswahl)

### Alben
- 1975: Sexy Suzy (Upsetter, UP 121)
  - 1976: Susan Cadogan (Trojan, TRLS 122)
  - 1995: Hurt So Good (Trojan; Umbenennung des Albums nach Hit)
  - 2003: Hurt So Good (Trojan; Neuauflage mit neun zusätzlichen Stücken)
- 1975: Doing It Her Way

### Singles
- 1975: Hurt So Good / Loving Is Good (Magnet Records)
- 1975: Love My Life
- 1975: Congratulations / In the Ghetto
- 1975: Love Me Baby / Call My Name